# جائزة إيطاليا الكبرى 1987
جائزة إيطاليا الكبرى 1987 هو سباق فورمولا 1 أقيم بتاريخ 6 سبتمبر 1987 في حلبة مونزا. كان الحادي عشر من أصل 16 في بطولة العالم لسباقات الفورمولا واحد موسم 1987. حلّ البرازيلي نيلسون بيكيه أولا بينما جاء البرازيلي آيرتون سينا في المركز الثاني وحصل على المركز الثالث البريطاني نايجل مانسيل.